# モッロヴァッレ
モッロヴァッレ（伊: Morrovalle）は、イタリア共和国マルケ州マチェラータ県にある、人口約9,800人の基礎自治体（コムーネ）。

## 地理

### 位置・広がり
マチェラータ県のコムーネ。県都マチェラータから東へ11kmの距離にある。

#### 隣接コムーネ
隣接するコムーネは以下の通り。括弧内のFMはフェルモ県所属を示す。
- コッリドーニア
- マチェラータ
- モンテ・サン・ジュスト
- モンテコーザロ
- モンテグラナーロ (FM)
- モンテルポーネ

### 気候分類・地震分類
モッロヴァッレにおけるイタリアの気候分類 (it) および度日は、zona D, 1995 GGである。
また、イタリアの地震リスク階級 (it) では、zona 2 (sismicità media) に分類される。

## 行政

### 分離集落
モッロヴァッレには、以下の分離集落（フラツィオーネ）がある。
- Borgo Pintura, Morrovalle Scalo, Padri Passionisti, Cunicchio, Santa Lucia, Trodica, Mulinetto